# Josef Groll

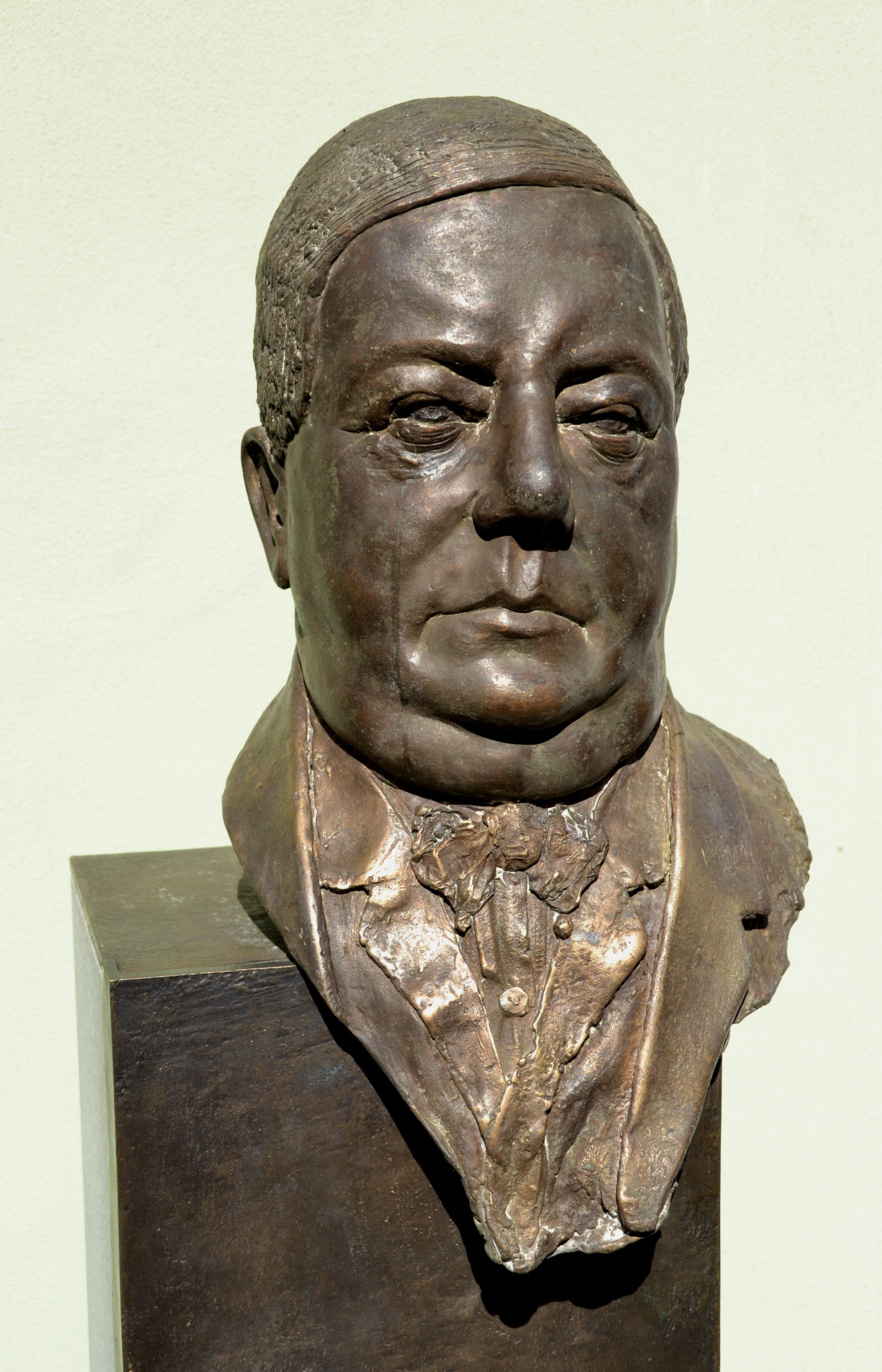
Josef Groll

Josef Groll (ur. 21 sierpnia 1813 w Vilshofen an der Donau, zm. 22 października 1887 tamże) – mistrz piwowarski, autor receptury piwa typu pilzneńskiego

## Życiorys
Pochodził z Bawarii z rodziny piwowarskiej. Zawodu uczył się pod okiem ojca w browarze w Wolferstetter. Później pracował w Wiedniu u piwowara Antona Drehera.
Na początku lat 40. XIX wieku został zatrudniony w nowo otwartym browarze mieszczańskim Bürgerliches Brauhaus w Pilźnie, gdzie był odpowiedzialny za wdrożenie do produkcji piwa dolnej fermentacji zwanego bawarskim.
Pierwszą warkę nowego piwa Josef Groll uwarzył 5 października 1842 roku. Do produkcji swojego piwa bawarskiego użył miejscowych, czeskich składników, w tym – żateckiego chmielu i bardzo miękkiej wody plilzneńskiej. Piwo nie do końca spełniło oczekiwania browaru, ale z powodzeniem sprzedawało się w miejscowych gospodach Pod Białą Różą i Pod Złotym Orłem. Wkrótce stało się popularne pod nazwą Pilsnera.
Josef Groll pracował w Pilźnie jako piwowar do wygaśnięcia kontraktu w 1845 roku. Później powrócił do Bawarii i objął w zarząd browar swojego ojca. W 1856 roku ożenił się.
Zmarł w 1887 roku nad kuflem piwa w gospodzie Zum Wolferstetter Keller w Vilshofen an der Donau.